# John Ritter
Johnathan Southworth (John) Ritter (Burbank (Californië), 17 september 1948 - aldaar, 11 september 2003) was een Amerikaanse acteur.
Na een theateropleiding te hebben gevolgd, speelde Ritter in de jaren zeventig gastrollen in series als M*A*S*H, Kojak, Starsky and Hutch en Hawaii Five-O. Ritter had ook zijn eigen productiebedrijf waarmee hij onder andere Bride of Chucky, Problem Child en The Comeback Kid maakte.
Ritter werd in de jaren 70 en 80 bekend om zijn rol als Jack Tripper in de comedyserie Three's Company en later in Three's a Crowd. Voor zijn rol in deze serie ontving hij een Golden Globe en een Emmy Award. Ook speelde hij de rol van dominee Matthew Fordwick in The Waltons. Eind jaren 80 was hij te zien als Harry Hooperman in de serie Hooperman.
Bekende filmrollen van hem zijn die van vader Ben Healy in de Problem Child-reeks, Ben Hanscom in It en Vaughan Cunningham in Sling Blade.
Hij overleed in 2003 op 54-jarige leeftijd in het ziekenhuis, nadat hij op de set van 8 Simple Rules...for Dating My Teenage Daughter in elkaar zakte. De oorzaak bleek een aortadissectie. 

## Filmografie
- Crazy World, Crazy People (Televisiefilm, 1968) - Verschillende rollen
- Dan August Televisieserie - Rol onbekend (Afl., Quadrangle for Death, 1970)
- The Barefoot Executive (1971) - Roger
- Hawaii Five-O Televisieserie - Ryan Moore (Afl., Two Doves and Mr. Heron, 1971)
- Scandalous John (1971) - Wandell
- The Other (1972) - Rider Ganon
- Medical Center Televisieserie - Ronnie (Afl., End of the Line, 1973)
- Bachelor-at-Law (Televisiefilm, 1973) - Ben Sykes
- The Stone Killer (1973) - Officier Mort
- M*A*S*H Televisieserie - Pvt. Carter (Afl., Deal Me Out, 1973)
- Kojak Televisieserie - Kenny Soames (Afl., Deliver Us Some Evil, 1974)
- Owen Marshall: Counselor at Law Televisieserie - Greg (Afl., To Keep and Bear Arms, 1974)
- The Bob Newhart Show Televisieserie - Dave (Afl., Sorry, Wrong Mother, 1974)
- Movin' On Televisieserie - Casey (Afl., Landslide, 1975)
- Mannix Televisieserie - Cliff Elgin (Afl., Hardball, 1975)
- The Bob Crane Show Televisieserie - Hornbeck (Afl., Son of the Campus Capers, 1975)
- Petrocelli Televisieserie - John Oleson (Afl., Chain of Command, 1975)
- Barnaby Jones Televisieserie - Joe Rockwell (Afl., The Price of Terror, 1975)
- The Streets of San Francisco Televisieserie - John 'Johnny' Steiner (Afl., Murder by Proxy, 1975)
- The Night That Panicked America (Televisiefilm, 1975) - Walter Wingate
- Rhoda Televisieserie - Vince Mazuma (Afl., Chest Pains, 1975)
- The Mary Tyler Moore Show Televisieserie - Reverend Chatfield (Afl., Ted's Wedding, 1975)
- The Rookies Televisieserie - Hap Dawson (Afl., Reluctant Hero, 1975)
- Starsky and Hutch Televisieserie - Tom Cole (Afl., The Hostages, 1976)
- Rhoda Televisieserie - Jerry Blocker (Afl., Attack on Mr. Right, 1976)
- Phyllis Televisieserie - Paul Jameson (Afl., The New Job, 1976)
- Nickelodeon (1976) - Franklin Frank
- The Waltons Televisieserie - Reverend Matthew Fordwick (18 afl., 1972-1976)
- Breakfast in Bed (1977) - Paul
- Hawaii Five-O Televisieserie - Mike Welles (Afl., Dealer's Choice -- Blackmail, 1977)
- The Love Boat Televisieserie - Dale (Afl., A Oh Dale/The Main Event/Tasteful Affair, 1977)
- Ringo (Televisiefilm, 1978) - Marty
- Leave Yesterday Behind (Televisiefilm, 1978) - Paul Stallings
- Americathon (Televisiefilm, 1979) - President Chet Roosevelt
- The Ropers Televisieserie - Jack Tripper (Afl., The Party, 1979)
- Hero at Large (1980) - Steve Nichols
- The Associates Televisieserie - Chick (Afl., The Censors, 1980)
- The Comeback Kid (Televisiefilm, 1980) - Bubba Newman
- Wholly Moses! (1980) - Satan (The Devil)
- They All Laughed (1981) - Charles Rutledge
- Insight Televisieserie - Frankie (Afl., Little Miseries, 1981)
- The Flight of Dragons (1982) - Peter Dickenson (Stem)
- Pray TV (Televisiefilm, 1982) - Tom McPherson
- In Love with an Older Woman (Televisiefilm, 1982) - Robert
- Sunset Limousine (Televisiefilm, 1983) - Alan O'Black
- The Love Boat Televisieserie - Rol onbekend (Afl., Japan Cruise: When Worlds Collide/The Captain and the Geisha/The Lottery Winners/The Emperor's Fortune: Part 1 & 2, 1983)
- Love Thy Neighbor (Televisiefilm, 1984) - Danny Loeb
- Three's Company Televisieserie - Jack Tripper (171 afl., 1976-1984)
- Pryor's Place Televisieserie - Rol onbekend (Afl., The Showoff, 1984)
- Three's a Crowd Televisieserie - Jack Tripper (22 afl., 1984-1985)
- Letting Go (Televisiefilm, 1985) - Alex
- Living Seas (Televisiefilm, 1986) - Presentator
- Unnatural Causes (Televisiefilm, 1986) - Frank Coleman
- A Smokey Mountain Christmas (Televisiefilm, 1986) - Rechter Harold Benton
- The Last Fling (Televisiefilm, 1987) - Phillip Reed
- Prison for Children (Televisiefilm, 1987) - David Royce
- Real Men (1987) - Bob Wilson/Agent Pillbox, CIA
- Mickey's 60th Birthday (Televisiefilm, 1988) - Dudley Goode
- Tricks of the Trade (Televisiefilm, 1988) - Donald Todsen (Cameo)
- Skin Deep (1989) - Zachary 'Zach' Hutton
- Hooperman Televisieserie - Detective Harry Hooperman (42 afl., 1987-1989)
- My Brother's Wife (Televisiefilm, 1989) - Barney
- Problem Child (1990) - 'Little' Ben Healy
- It (Televisiefilm, 1990) - Ben 'Haystack' Hanscom
- The Dreamer of Oz (Televisiefilm, 1990) - L. Frank Baum
- The Real Story of O Christmas Tree (Video, 1991) - Piney
- The Cosby Show Televisieserie - Ray Evans (Afl., Total Control, 1991)
- The Summer My Father Grew Up (Televisiefilm, 1991) - Paul
- Problem Child 2 (1991) - Ben Healy
- Anything But Love Televisieserie - Patrick Serreau (5 afl., 1991)
- Fish Police Televisieserie - Inspecteur Gil (Stem, 1992)
- Noises Off (1992) - Garry Lejeune/Roger Tramplemain
- Stay Tuned (1992) - Roy Knable
- Heartbeat (Televisiefilm, 1993) - Bill Grant
- The Only Way Out (Televisiefilm, 1993) - Jeremy Carlisle
- North (1994) - Ward Nelson
- Dave's World Televisieserie - John Hartman (Afl., Please Won't You Be My Neighbor, 1994)
- Hearts Afire Televisieserie - John Hartman (Afl., Bees Can Sting You, Watch Out: Part 1, 1992|The Big Date, 1992|Birth of a Donation, 1994)
- Gramps (Televisiefilm, 1995) - Clarke MacGruder
- The Colony (Televisiefilm, 1995) - Rick Knowlton
- NewsRadio Televisieserie - Dr. Frank Westford (Afl., The Shrink, 1995)
- Totally Animals (Televisiefilm, 1996) - Presentator
- Unforgivable (Televisiefilm, 1996) - Paul Hegstrom
- Wings Televisieserie - Stuart Davenport (Afl., Love Overboard, 1996)
- Sling Blade (1996) - Vaughan Cunningham
- For Hope (Televisiefilm, 1996) - Date #5 (Niet op aftiteling)
- Touched by an Angel Televisieserie - Mike O'Connor (Afl., Random Acts, 1996)
- The World's Greatest Magic 3 (Televisiefilm, 1996) - Presentator
- Loss of Faith (Televisiefilm, 1997) - Bruce Simon Barker
- Merecenary (Televisiefilm, 1997) - Jonas Ambler
- A Child's Wish (Televisiefilm, 1997) - Ed Chandler
- Dead Man's Gun (Televisiefilm, 1997) - Harry McDonacle (Segment 'The Great McDonacle')
- Nowhere (1997) - Moses Helper
- A Gun, a Car, a Blonde (1997) - Duncan/The Bartender
- Hacks (1997) - Hank
- Over the Top Televisieserie - Justin Talbot (Afl., The Nemesis, 1997)
- Buffy the Vampire Slayer Televisieserie - Ted Buchanan (Afl., Ted, 1997)
- Montana (1998) - Dr. Wexler
- Chance of a Lifetime (Televisiefilm, 1998) - Tom Maguire
- Shadow of Doubt (1998) - Steven Mayer
- I Woke Up Early the Day I Died (1998) - Robert Forrest
- Bride of Chucky (1998) - Politiechef Warren Kincaid
- Ally McBeal Televisieserie - George Madison (Afl., It's My Party, 1998|Story of Love, 1998)
- The World's Greatest Magic 5 (Televisiefilm, 1998) - Presentator
- Dead Husbands (Televisiefilm, 1998) - Dr. Carter Elston
- Veronica's Closet Televisieserie - Tim (Afl., Veronica's Favorite Year, 1999)
- Holy Joe (Televisiefilm, 1999) - Joe Cass
- Touched by an Angel Televisieserie - Tom McKinsley (Afl., Black Like Monica, 1999)
- It Came from the Sky (Televisiefilm, 1999) - Donald Bridges
- Lethal Vows (Televisiefilm, 1999) - Dr. David Farris
- Panic (2000) - Dr. Josh Parks
- Chicago Hope Televisieserie - Joe Dysmerski (Afl., Simon Sez, 2000)
- Batman Beyond Televisieserie - Dr. David Wheeler (Afl., The Last Resort, 2000, stem)
- Family Law Televisieserie - Father Andrews (Afl., Possession Is Nine Tenths of the Law, 2000)
- Lost in the Pershing Point Hotel (2000) - Christelijke therapeut
- TripFall (2000) - Tom Williams
- Terror Tact (2000) - Bob Carter (Segment 'Make Me An Offer')
- Tucker Televisieserie - Marty (Afl., Homewrecker for the Holidays, 2001)
- Nuncrackers (dvd, 2001) - Verteller
- The Ellen Show Televisieserie - Percy Moss (Afl., Gathering Moss, 2002)
- Law & Order: Special Victims Unit Televisieserie - Dr. Richard Manning (Afl., Monogamy, 2002)
- Tadpole (2002) - Stanley Grubman
- Felicity Televisieserie - Mr. Andrew Covington (7 afl., 2000-2002)
- Man of the Year (2002) - Bill
- Breaking News Televisieserie - Lloyd Fuchs (Afl., Pilot, 2002)
- Scrubs Televisieserie - Mr. Sam Dorian (Afl., My Old Man, 2002|My Lucky Day, 2002)
- Manhood (2003) - Eli
- Clifford the Big Red Dog Televisieserie - Clifford the Big Red Dog (Stem, 2000-2003)
- 8 Simple Rules...for Dating My Teenage Daughter Televisieserie - Paul Hennessy (31 afl., 2002-2003)
- Bad Santa (2003) - Bob Chipeska
- Clifford's Really Big Movie (2004) - Clifford the Big Red Dog (Stem)
- King of the Hill Televisieserie - Eugene Grandy (Afl., The Son That Got Away, 1997, stem|What Makes Bobby Run?, 2000, stem|Witches of East Arlen, 2003, stem|Stressed for Success, 2004, stem)
- Stanley's Dinosaur Round-Up (dvd, 2006) - Great Uncle Stew (Stem)